# Ceranchia mangiferae
Ceranchia mangiferae är en fjärilsart som beskrevs av Sganzin. 1833. Ceranchia mangiferae ingår i släktet Ceranchia och familjen påfågelsspinnare. Inga underarter finns listade i Catalogue of Life.